# Micropterix tunbergella
Micropterix tunbergella és una espècie d'arna de la família Micropterigidae. Va ser descrita per Fabricius, l'any 1787.
Té una envergadura de 8-11 mm.